# Guillermo Marino
Guillermo Andrés Marino, né le 2 février 1981 à Los Surgentes (es), est un footballeur argentin à la retraite qui évoluait au poste de milieu de terrain.

## Biographie
Marino commence sa carrière avec les Newell's Old Boys en 2000. Il aide son équipe à remporter le tournoi d’ouverture en 2004. À la suite d’un différend contractuel, il ne joue plus pendant six mois.
En 2005, il signe à Boca Juniors. Malgré le fait qu’il ait souvent blessé, il aide son club à gagner trois titres majeurs. Il remporte notamment la Recopa Sudamericana, en s'imposant face au club brésilien du São Paulo FC.
En juillet 2007, il signe pour les Tigres UANL, au Mexique. À l’issue de son prêt, il revient à Boca Juniors, où il est principalement utilisé en tant que remplaçant de Juan Román Riquelme.
En 2010, Marino signe un contrat de 3 ans avec Universidad de Chile. Lors de sa première saison, il éprouve quelques difficultés à obtenir une place de titulaire. Cependant, avec l'arrivée de Jorge Sampaoli (qui, au début, lui dit qu'il n'entre dans ses plans pour la saison 2011), Marino se reprend, perd du poids et se remet en forme. Il devient, grâce à ses efforts, l’un des joueurs clés de l’effectif, ce qui permet à l’équipe de remporter le tournoi d’ouverture en 2011.
La même année, il remporte la Copa Sudamericana. Son équipe s'impose en finale face au club équatorien du LDU Quito. Il dispute l'année suivante la Recopa Sudamericana. Son équipe s'incline face au vainqueur de la Copa Libertadores, le Santos FC.
En 2015, il rejoint l'Atlético de Rafaela.
Il a affirmé un jour qu'il avait été enlevé par des extraterrestres après s'être rendu en retard à l'entraînement.

## Palmarès
- Vainqueur de la Copa Sudamericana en 2011 avec l'Universidad de Chile
- Vainqueur de la Recopa Sudamericana en 2006 avec Boca Juniors
- Finaliste de la Recopa Sudamericana en 2012 avec l'Universidad de Chile
- Champion d'Argentine en 2004 (Apertura) avec les Newell's Old Boys ; en 2005 (Apertura) et 2006 (Clausura) avec Boca Juniors
- Champion du Chili en 2011 (Apertura), 2011 (Clausura), et 2012 (Apertura) avec l'Universidad de Chile